# 게임 센터 소녀와 이문화 교류
《게임 센터 소녀와 이문화 교류》(일본어: ゲーセン少女と異文化交流 게센 쇼조토 이분카 고류[*])는 야스하라 히로카즈가 지은 일본의 만화다. 트위터와 픽시브에서 2019년 12월부터 연재 후, KADOKAWA에 의해 상업화되어 도라도라샤프#에서 2020년 5월부터 연재 중이다.
게임 센터 아르바이트와 손님 영국 소녀의 이문화 교류가 그려지는 러브 코미디.

## 등장인물
성우는 별도의 표기가 없으면 텔레비전 애니메이션판의 성우.
릴리 베이커(リリー・ベイカー)
성우 - 아마키 샐리/토야마 나오(보이스 코믹·PV)
영국에서 이사 온 13살 소녀. 이국인 일본에 익숙하지 않아 친구도 사귀지 못했지만, 렌지와 만나고 나서 게임 센터라는 커뮤니티로 새로운 세계를 넓힌다. 1권의 시점에서는 제대로 일본어를 말할 수 없었지만, 교유 관계가 확산됨에 따라 가속도적으로 향상되어 3학년 진급을 앞두고 일상 회화의 80%를 일본어로 말할 수 있게 되었다. 덧붙여 게임은 매우 좋아하지만 결코 능숙하지 않고, 대전에서 지고는 눈물을 흘리며 억울해 할 정도의 승부욕으로, 그 게임에 대한 애정과 외모로 손님들 사이에서는 게임 센터의 아이돌적 존재로서 인기를 모으고 있다.
쿠사카베 렌지(草壁蓮司)
성우 - 치바 쇼야
게임 센터에서 아르바이트를 하고 있는 18세 청년. 고전하고 있는 고객에게 장르 불문 적격 조언을 해줄 만큼 게임 지식도 풍부하고, 진정으로 프로게이머를 지향하는 카린를 압도할 정도로 실력도 좋다.
쿠사카베 아오이(草壁葵衣)
성우 - 오사나이 레오
13세 여자아이. 렌지의 여동생으로 릴리의 클래스메이트.
카가 카린(加賀花梨)
성우 - 유이카와 아사키
14세 여자아이. 릴리 등과 같은 학교에 다니고 있어. 게임 실력에 절대적인 자신감을 가지고, 게임 센터에서 연승을 거듭하고 있었지만, 난입한 당시 중학생이었던 렌지에게 두들겨 맞았고, 후에 그 중학생이 게임 센터에서 일하는 렌지라는 것을 알고, 이후 타도 렌지에게 불타고 있지만, 재전한 렌지에게 되돌려 당하고 있다.
카츠라기 호타루(桂木蛍)
성우 - 이시하라 카오리
14세 여자아이. 릴리의 반의 위원장.
모치즈키 모모코(望月桃子)
성우 - 카야노 아이
렌지와는 같은 학과로, 그를 신경 쓰고 있지만, 그것은 친정 개를 렌지가 닮았기 때문이지, 아직까지는 연애 감정은 없다. 본가는 검도 도장으로, 두더지 잡기에서는 죽도의 감각으로 해머를 휘둘러 퍼펙트를 기록하고 있다.
셰릴 베이커(シェリル・ベイカー)
성우 - 타나카 마나미
릴리의 어머니.

## TV 애니메이션
2025년 7월부터 AT-X 등에서 방송 중이다.

### 스태프
- 원작 - 야스하라 히로카즈
- 감독 - 키쿠치 토시히로
- 부감독 - 하나오카 유다이
- 각본 구성 - 야마다 야스노리
- 캐릭터 디자인 - 오카노 리키야
- 미술 감독 - 니시야마 오사무
- 미술 설정 - 마스다 켄타
- 색채 설계 - 시게미츠 유키코
- 촬영 감독 - 노가미 다이치
- 편집 - 타케미야 무츠미
- 음향 감독 - 에비나 야스노리
- 음향 효과 - 카와다 키요타카
- 음향 제작 - zuvo.
- 음악 - 이가 타쿠로
- 음악 제작 - KADOKAWA
- 프로듀서 - 요시오카 타쿠야, 후루야 타쿠야, 시라이시 마사야, 나카히가시 토요카즈, 마츠이 유코, 카와무라 유타, 오노 타츠야
- 애니메이션 프로듀서 - 오오사와 아키히코
- 애니메이션 제작 - 노매드
- 제작 - 게임 센터 소녀와 이문화 교류회(KADOKAWA, 타이토, NTT 도코모, BS아사히, AT-X)

### 주제가
두 사람의 스타트 버튼(ふたりのスタートボタン)
릴리 베이커(아마키 샐리), 쿠사카베 아오이(오사나이 레오)에 의한 오프닝 테마. 작사·작곡·편곡은 TAG.
Amusing Flavor
릴리 베이커(아마키 샐리)에 의한 엔딩 테마. 작사·작곡·편곡은 t+pazolite.

### 에피소드 목록
| 화수 | 제목                                 | 각본            | 그림 콘티       | 연출            | 작화 감독                                 | 총작화 감독   | 방송일         |
| ---- | ------------------------------------ | --------------- | --------------- | --------------- | ----------------------------------------- | ------------- | -------------- |
| #01  | Boy Meets the Game Centre Girl       | 야마다 야스노리 | 키쿠치 토시히로 | 키쿠치 토시히로 | 모리카와 유키 히라타 카호루 미츠키 모에코 | 오카노 리키야 | 2025년 7월 6일 |
| #02  | If Pushing Doesn't Work, Try Pulling | 야마다 야스노리 | 하나오카 유다이 | 하나오카 유다이 | 후지타 마리코 코가 마코토 다이미 히로미   | 후지타 마리코 | 7월 13일       |
| #03  | Where Is Your Brother?               | 아카마키 타루토 | 와타나베 마샤미 | 임채길          | 이정필 오두영                             | 오기 유야     | 7월 20일       |